# Britney 2.0 (Glee)
Britney 2.0 is de tweede aflevering van het vierde seizoen van de Amerikaanse televisieserie Glee, de 68e aflevering van alle vier seizoenen. In de Verenigde Staten werd de aflevering voor het eerst uitgezonden op 20 september 2012. De aflevering werd geschreven door Brad Falchuk en geregisseerd door Alfonso Gomez-Rejon. Deze aflevering is Glee's tweede aflevering gewijd aan de muziek van Britney Spears.

## Verhaallijn
Brittany Pierce (Heather Morris) is depressief en wendt zich tot haar naamgenoot Britney Spears voor inspiratie. Rachel Berry (Lea Michele) blijft worstelen met het aanpassen aan het leven op NYADA en in New York, maar krijgt hulp van haar nieuwe vriend en klasgenoot Brody.

## Muziek
| Nummer                   | Originele artiest            | Uitvoerende castleden                                 |
| ------------------------ | ---------------------------- | ----------------------------------------------------- |
| Hold It Against Me       | Britney Spears               | Brittany Pierce met Kitty Wilde en de Cheerios        |
| Boys / Boyfriend         | Britney Spears/Justin Bieber | Artie Abrams en Blaine Anderson                       |
| Womanizer                | Britney Spears               | Wade "Unique" Adams, Tina Cohen-Chang, en Marley Rose |
| 3                        | Britney Spears               | Tina Cohen-Chang, Sam Evans, en Joe Hart              |
| Crazy / U Drive Me Crazy | Aerosmith/Britney Spears     | Jake Puckerman en Marley Rose                         |
| Oops!... I Did It Again  | Britney Spears               | Rachel Berry                                          |
| Gimme More               | Britney Spears               | Brittany Pierce met de New Directions                 |
| Everytime                | Britney Spears               | Marley Rose                                           |